# Iceland Express

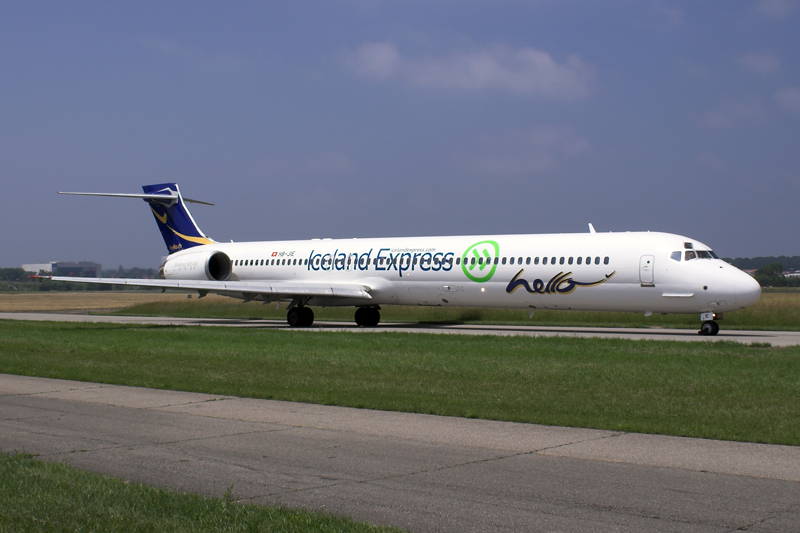

Iceland Express – islandzkie tanie linie lotnicze z siedzibą w Reykjavíku. Obsługiwały połączenia do krajów Europy Zachodniej. 
Linia wykonywała też loty rejsowe z Warszawy i Krakowa do Keflavíku. Głównym węzłem tego przewoźnika był port lotniczy Keflavík.
W 2012 roku linię przejął przewoźnik WOW air.